# بیگانگان (فیلم ۱۹۸۳)
بیگانگان (به انگلیسی: The Outsiders) فیلمی محصول سال ۱۹۸۳ و به کارگردانی فرانسیس فورد کوپولا است. در این فیلم بازیگرانی همچون سی توماس هوول، مت دیلون، رالف ماکیو، پاتریک سوویزی، راب لو، دایان لین، امیلیو استیوز، تام کروز، لیف گرت، دارن دالتون، تام ویتس، گایلارد سارتاین، ویلیام اسمیت ایفای نقش کرده‌اند.